# ایچیکاوا هیروتومی
ایچیکاوا هیروتومی (به ژاپنی: 市川 弘美 いちかわ ひろとみ)، او در اواخر دوره ادو، از ملازمان قلمرو میتو بود. او نایب‌السلطنه (ملازمان ارشد) قلمرو میتو و رهبر حزب طرفدار شوگون‌سالاری شوهیتو در قلمرو میتو بود. او عموماً با لقب سانزائمون شناخته می‌شد.